# Josefovo Údolí (Lesná)
Josefovo Údolí (deutsch Josefsthal, auch Josephsthal) ist eine Wüstung auf dem Gebiet der Gemeinde Lesná (Schönwald) in Tschechien. Der erloschene Weiler liegt zweieinhalb Kilometer nordöstlich von Georgenberg dicht an der deutschen Grenze und gehört zum Okres Tachov.

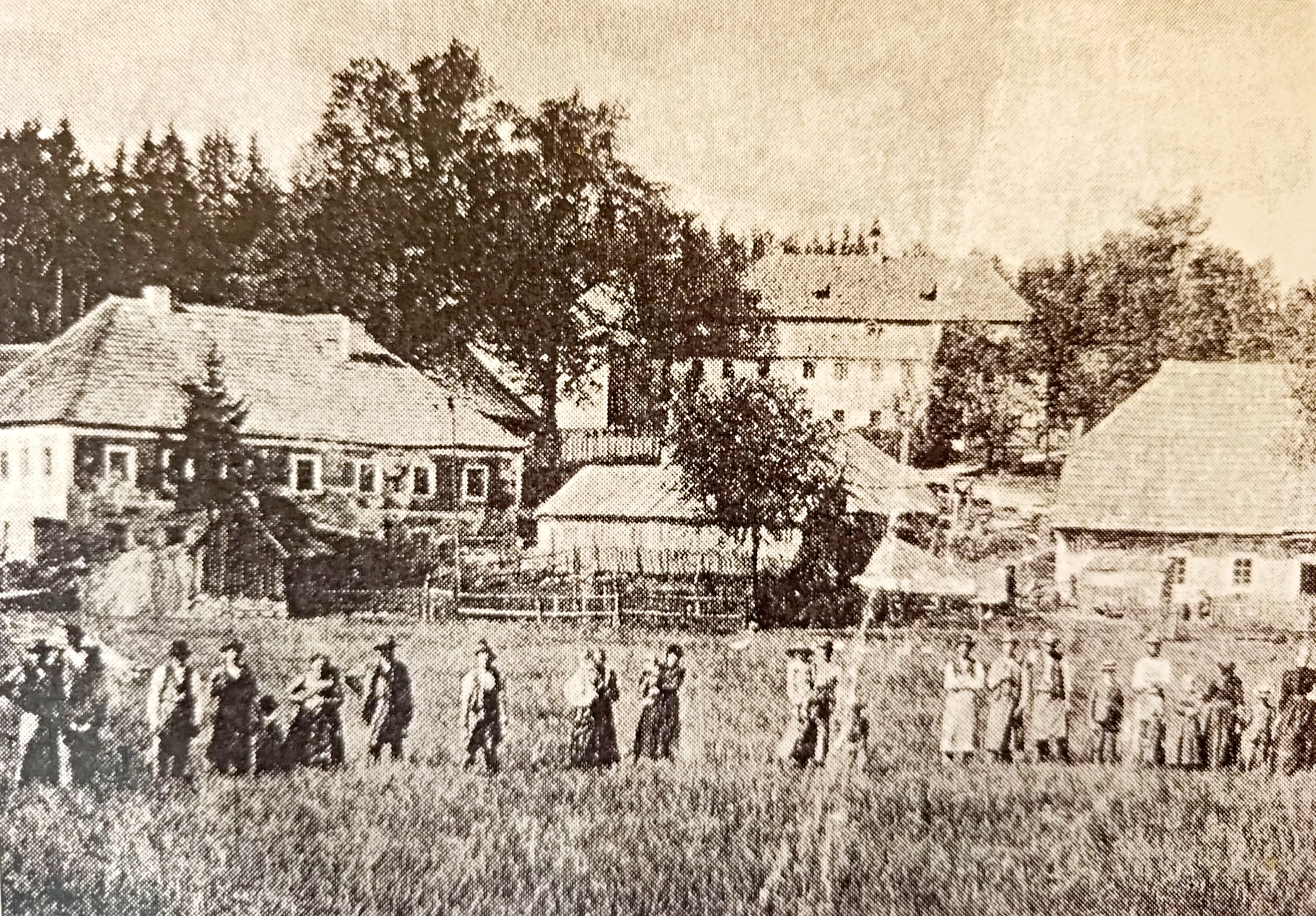
Josefsthal

## Geographie
Die Glasschleifersiedlung Josefovo Údolí befand sich am rechten Ufer des Celní potok (Zollbach) am Rande eines ausgedehnten Waldgebietes im böhmischen Teil des Oberpfälzer Waldes (Český les). Nördlich erhebt sich der Mlýnský vrch (Mühlberg, 728 m n.m.), im Nordosten der Studený vrch (Kaltwasserrang, 711 m n.m.), der Huťský vrch (Hüttenberg, 701 m n.m.) und der Seč (Hauberg, 773 m n.m.), östlich der Štádlerův kopec (Stadlerberg, 772 m n.m.), im Südosten der Scharrerberg (678 m n.m.) und der Červený kopec (Hüttenberg, 695 m n.m.), südwestlich der Troidelberg (708 m ü. NHN) sowie im Nordwesten der Hochried (803 m ü. NHN), der Elisenberg (783 m ü. NHN), der Havran (Großer Rabenberg, 894 m n.m.) und der Havránek (Kleiner Rabenberg, 784 m n.m.). Die Wüstung liegt in einer wegen dem Eisernen Vorhang  vollständig abgesiedelten Gegend im Landschaftsschutzgebiet Český les.
Nachbarorte waren Skláře (Neu Windischgrätz) und Zlatý Potok (Goldbach) im Norden, Nová Knížecí Huť (Neu Fürstenhütte) im Nordosten, Stará Knížecí Huť (Alt Fürstenhütte) im Osten, Stoupa (Altpocher) im Südosten, Česká Ves (Böhmischdorf) und Böhmisch Neuhäusl im Süden,  Neudorf im Südwesten, Gehenhammer im Westen sowie Sankt Ötzen und Silberhütte im Nordwesten.

## Geschichte
Im Jahre 1788 errichtete der Pächter der Neuen Fürstenhütte, Johann Baptist Dannhofer, in den Wäldern des Allodialgutes Waldheim ein Polier- und Schleifwerk, das er wahrscheinlich zu Ehren Kaiser Josephs II. Josephsthal nannte. Wegen des Protestes von Franz Koller, der im Jahr zuvor auf seinem Gut Ströbl ebenfalls ein Polier- und Schleifwerk in Betrieb genommen hatte und im Josephsthaler Werk eine Konkurrenz sah, verzögerte sich die Konzessionserteilung durch das Gubernialamt bis zum 4. Dezember 1788. Im Jahre 1802 kaufte Johann Georg Dannhofer das Werk Josephsthal für 7000 Gulden von seinem Onkel, er musste das Werk 1826 an seine Gläubiger abtreten. Diese veräußerten das Polier- und Schleifwerk für 6200 Gulden an Emanuel Brechler, nach dem das Werk volkstümlich Brächtlschleif genannt wurde. Brechler gelang ebenfalls kein wirtschaftlicher Betrieb, 1834 verkaufte er die überschuldete Brächtlschleif an den Glashüttenunternehmer Andreas Ziegler.
Im Jahre 1835 bestanden in der im Pilsner Kreis gelegenen und nach Böhmischdorf konskribierten Einschicht Josephsthal eine Spiegelschleif- und Poliermühle, eine Getreidemühle und eine Brettsäge.  Pfarrort war Neulosimthal. Ziegler übergab den Betrieb des Schleif- und Polierwerks 1837 an den Besitzer des Gutes Waldheim, Ernst von Malowetz und Kosoř.
Nach der Aufhebung der Patrimonialherrschaften bildete Josephsthal ab 1850 eine dem Ortsteil Altpocher zugerechnete Ansiedlung der Gemeinde Böhmischdorf im Bezirk und Gerichtsbezirk Tachau. Der tschechische Name Josefovo Údolí wird seit den 1870er Jahren verwendet. Als die Freiherren von Malowetz 1884 das Gut Waldheim veräußerten, kaufte Albrecht Dub das Josephsthaler Werk und weitere Schleifwerke. 1890 wurde das Unternehmen Kupfer & Glaser Besitzer des Josephsthaler Schleifwerkes, um 1908 erfolgte die Übertragung an das Unternehmen Naschauer & Pollak.
Nach dem Zusammenbruch der k.k. Monarchie wurde der Weiler 1918 Teil der neu gebildeten Tschechoslowakei. Beim Zensus von 1921 wurden für Häusergruppe Josefsthal keine gesonderten Daten erfasst. Im Jahre 1930 bestand Josefsthal aus zwei Wohnhäusern und hatte 14 Einwohner. Das Zentrum der Siedlung bildete das Herrenhaus mit Mansarddach und Glockenreiter. Das Mahlmühlen- und Sägewerksgebäude bestand zu dieser Zeit nicht mehr. Nach dem Münchner Abkommen wurde Josefsthal im Oktober 1938 dem Deutschen Reich zugeschlagen und gehörte bis 1945 zum Landkreis Tachau. Der Besitz des Unternehmens Naschauer & Pollak wurde 1938 als jüdisches Eigentum enteignet; die Spiegelschleiferei Josefsthal stellte ihren Betrieb ein und ihr Betriebsgebäude zu Wohnzwecken umgebaut.
Nach dem Ende des Krieges wurde Josefovo Údolí wieder Teil der Tschechoslowakei. Die deutschböhmische Bevölkerung wurde 1946 enteignet und vertrieben und der Ort nicht wiederbesiedelt. Im Laufe der 1950er Jahre erfolgte der Abbruch aller Häuser.

## Ortsgliederung
Die Wüstung Josefovo Údolí gehört zum Ortsteil Stará Knížecí Huť und ist Teil des Katastralbezirks Česká Ves u Lesné.

## Sehenswürdigkeiten
- Grundmauern und Keller des Herrenhauses
- Keller, Maschinenraum und Radstube der ehemaligen Wassermühle
- Massive Straßensperre an der ehemaligen Straße von Neudorf nach Zlatý Potok, errichtet am Übergang 1937/38 von der tschechoslowakischen Finanzwache Přední Waldheim, 800 m westlich der Wüstung im Wald
- Felsformation Kleiner Schüsselstein/Malý čertův kámen, südwestlich der Wüstung auf der deutsch-tschechischen Grenze
- Arnoštova leštírna (Ernst-Polier), Technisches Denkmal, 2013 wurde im Keller des in den 1950er Jahren zerstörten Polierwerks die 1910 gefertigte Poliermaschine freigelegt. Seit 2015 ist die rekonstruierte und überdachte Polieranlage frei zugänglich.